# 청동 종 (화정박물관)
청동 종(靑銅 鐘)은 서울특별시 종로구 화정박물관에 있는 고려시대의 청동 범종(靑銅 梵鐘)으로, 전체높이가 45cm에 달한다. 전체적인 형상은 우리나라 범종의 특징을 그대로 따라 배 부분이 가장 넓고 아래로 내려오면서 약간 안쪽으로 좁아지는 형상을 취하고 있다. 2007년 1월 11일 서울특별시의 유형문화재 제220호로 지정되었다.

## 개요
이 범종은 고려시대의 청동 범종(靑銅 梵鐘)으로, 전체높이가 45cm에 달한다. 전체적인 형상은 우리나라 범종의 특징을 그대로 따라 배 부분이 가장 넓고 아래로 내려오면서 약간 안쪽으로 좁아지는 형상을 취하고 있다.
천판(天板)에는 용뉴(龍鈕)와 음통(音筒)이 있으며, 주조공(鑄造孔)은 남아있지 않지만 구멍을 메운 흔적이 있어 천판 쪽으로 쇳물을 삽입하여 주조한 것으로 보인다. 용뉴(龍鈕)는 단룡(單龍)으로, 몸을 심하게 구부려 한 발은 쳐들어 여의주를 들고 있고 또한 발은 뒤로 하여 천판 위에 굳게 짚고 있는 형상을 취하고 있다. 입을 벌려 여의주를 입에 물고 턱을 천판 위에 댄 채 앞으로 나아가는 듯한 자세를 취하고 있는데, 크게 뜬 눈과 날카롭게 솟은 지느러미, 발톱을 움켜쥐고 여의주를 잡고 있는 모습 등이 역동적이면서도 기운 넘치는 모습을 보여준다.
용의 몸 뒤쪽에는 아무 음통이 붙어있는데, 대나무처럼 3마디로 되어있고 윗부분에 화문대(花紋帶)가 높게 돌려져 있다. 천판의 가장자리에 죽 돌아가며 입상화문대(立狀花 紋帶)가 돌려져 있다. 입상화문대는 11세기 이후의 고려 범종에서 나타나는 천판 위의 장식으로, 보통 여의두문(如意頭文)으로 장식되는 것이 일반적이지만 여기에서는 연꽃 잎모양으로 하여 내부에 다시 꽃모양을 표현하고 꽃잎 사이에 間葉을 배치하였다. 천판에 이어져 있는 상대(上帶)에는 아래 위로 연주문(連珠文)을 배치하고 사이에 연당초문(蓮唐草文)이 성글게 표현되었으며, 상대 아래에는 상대(上帶)에 붙여 4개의 유곽(乳廓)을 표현하였다. 유곽은 위가 좁고 아래가 조금 넓은 사다리꼴 모양인데, 가장자리는 상대와 동일한 연주문(連珠文)을 두른 연당초 문(蓮唐草文)으로 장식하고 안에는 9개의 유두(乳頭)를 배치하였다. 유곽 아래에는 천인상(天人像)과 당좌(撞座)를 교대로 배치하였는데, 천의를 휘날리며 연꽃 위에 앉아있는 천인은 형상이 분명치 않아 잘 알 수 없지만 악기를 연주하거나 공양물을 바치는 모습인 듯하다. 그렇지만 천의의 움직임이 둔탁하고 신체에 비하여 얼굴이 큰 점 등 다소 형식화된 면을 볼 수 있다. 당좌는 자방(子房)이 큼직하고 6엽 사이에 간엽(間葉)이 표현된 전형적인 고려의 연화문당좌(蓮花文撞座)이다. 하대(下帶)에도 아래 위로 연주문(連珠文)을 두르고 화문(花紋)을 표현하였는데, 형태가 분명치 않지만 보상당초문(寶相 唐草文)을 표현한 듯하다.
이 범종은 고려시대 후기의 범종으로, 단룡(單龍)에 음통(音筒), 화문(花文)이 표현된 상대(上帶)와 하대(下帶), 연화문 당좌, 유곽(乳廓) 등 우리나라 범종의 전형적인 양식을 잘 갖추고 있다.

## 참고 문헌
- 청동 종 - 국가유산청 국가유산포털